# Hugh J. Chisholm

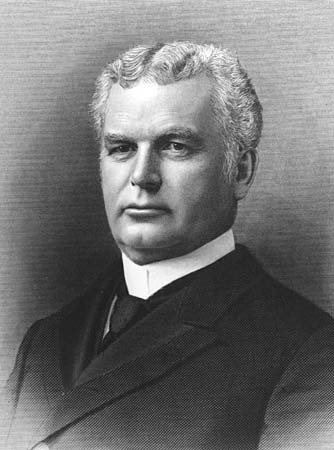
Hugh J. Chisholm

Hugh Joseph Chisholm (* 2. Mai 1847 in Chippawa, Ontario, Kanada; † 1. Juli 1912 in New York) war ein kanadisch-amerikanischer Unternehmer. 

## Leben
Chisholm wurde als fünftes von zehn Kindern von Eltern schottischer Herkunft geboren. Seine Gründung und Leitung von Zellstoff-, Papier-, Faserkeramik-, Licht- und Energieversorgungsunternehmen sowie Banken und Eisenbahnen machten ihn zu einer führenden Figur in der Industrie von Maine. Er wurde später in den Vereinigten Staaten eingebürgert.
Er legte den Grundstein der Waldwirtschaft für International Paper. Die Otis Falls Pulp Company mill in Jay, 1888 von ihm erbaut, war damals die drittgrößte Papierfabrik des Landes. Anfang des 20. Jahrhunderts begann die Oxford Paper Company in Rumford mit der Produktion mit Papier und produzierte von da an alle Postkarten für die Staatspost. William A. Russell, Mitbegründer der International Paper Company, entwickelte mit ihm eine enge Beziehung.
Am 5. September 1872 heiratete er Henrietta Mason.

## Schriften
- Maine: A History: Biographical; (1919). New York: The American Historical Society New York. Centennial Edition.
- Paper Industry International Hall of Fame, Inc. Paper Industry International Hall of Fame Inductees, 1998. Appleton, WI.

| Personendaten    | Personendaten                              |
| ---------------- | ------------------------------------------ |
| NAME             | Chisholm, Hugh J.                          |
| ALTERNATIVNAMEN  | Chisholm, Hugh Joseph (vollständiger Name) |
| KURZBESCHREIBUNG | kanadisch-amerikanischer Unternehmer       |
| GEBURTSDATUM     | 2. Mai 1847                                |
| GEBURTSORT       | Chippawa, Ontario, Kanada                  |
| STERBEDATUM      | 1. Juli 1912                               |
| STERBEORT        | New York                                   |